# Fludiazepam
Fludiazepam fue desarrollado por Hoffman-LaRoche en los años 1960 y comercializado en Japón y Taiwán en tableta de 0.25mg bajo el nombre de Erispan; es un fármaco derivado de una benzodiazepina y está estrechamente relacionado con el diazepam. Ejerce sus propiedades farmacológicas a través de la mejora de la inhibición GABAérgica. El fludiazepam tiene 4 veces más afinidad de unión para receptores de las benzodiazepinas que el diazepam. Posee efectos ansiolíticos, anticonvulsionantes, sedantes, hipnóticas y relajantes musculares esqueléticas.